# Herrarnas 67,5 kg i tyngdlyftning vid olympiska sommarspelen 1980
Herrarnas tyngdlyftning i 67,5-kilosklassen vid olympiska sommarspelen 1980 hölls den 23 juli 1980 i Izmailovo Sports Palace i Moskva.

## Tävlingsformat
Varje tyngdlyftare får tre försök i ryck och stöt. Deras bästa lyft i de båda kombineras till ett totalt resultat. Om någon tävlande misslyckas att få ett godkänt lyft, så blir de utslagna. Ifall två tyngdlyftare hamnar på samma resultat, är idrottaren med lägre kroppsvikt vinnare.

## Resultat
| Plats | Idrottare                      | Kroppsvikt | Ryck (kg) | Ryck (kg) | Ryck (kg) | Ryck (kg) | Stöt (kg) | Stöt (kg) | Stöt (kg) | Stöt (kg) | Totalt |
| Plats | Idrottare                      | Kroppsvikt | 1         | 2         | 3         | Resultat  | 1         | 2         | 3         | Resultat  | Totalt |
| ----- | ------------------------------ | ---------- | --------- | --------- | --------- | --------- | --------- | --------- | --------- | --------- | ------ |
| 1     | Yanko Rusev (BUL)              | 66,90      | 142,5     | 147,5     | 150       | 147,5     | 185       | 190       | 195       | 195       | 342,5  |
| 2     | Joachim Kunz (GDR)             | 67,30      | 145       | 150       | 150       | 145       | 185       | 190       | 195       | 190       | 335    |
| 3     | Mintjo Pasjov (BUL)            | 67,10      | 135       | 140       | 142,5     | 142,5     | 177,5     | 182,5     | 190       | 182,5     | 325    |
| 4     | Daniel Senet (FRA)             | 67,30      | 140       | 145       | 147,5     | 147,5     | 170       | 175       | 180       | 175       | 322,5  |
| 5     | Günter Ambraß (GDR)            | 66,85      | 135       | 135       | 140       | 140       | 175       | 180       | 185       | 180       | 320    |
| 6     | Zbigniew Kaczmarek (POL)       | 67,15      | 135       | 140       | 142,5     | 140       | 177,5     | 177,5     | 182,5     | 177,5     | 317,5  |
| 7     | Raúl González (CUB)            | 67,25      | 140       | 145       | 147,5     | 145       | 172,5     | 177,5     | 177,5     | 172,5     | 317,5  |
| 8     | Virgil Dociu (ROU)             | 67,10      | 135       | 140       | 142,5     | 140       | 170       | 170       | 175       | 170       | 310    |
| 9     | Dušan Drška (TCH)              | 67,00      | 130       | 130       | -         | 130       | 160       | 175       | 175       | 160       | 290    |
| 10    | Juhani Salakka (FIN)           | 66,65      | 125       | 130       | 130       | 130       | 152,5     | 157,5     | 157,5     | 152,5     | 282,5  |
| 11    | Basilios Stellios (AUS)        | 67,35      | 122,5     | 122,5     | 127,5     | 122,5     | 155       | 160       | 165       | 160       | 282,5  |
| 12    | Nicolas Lasorsa (FRA)          | 67,00      | 125       | 130       | 130       | 125       | 155       | 155       | 160       | 155       | 280    |
| 13    | Li Gwang-Ju (PRK)              | 67,35      | 125       | 130       | 130       | 125       | 155       | 155       | 157,5     | 155       | 280    |
| 14    | Leo Isaac (GBR)                | 67,50      | 117,5     | 122,5     | 122,5     | 117,5     | 157,5     | 165       | 165       | 157,5     | 275    |
| 15    | Pavlos Lespouridis (GRE)       | 66,80      | 120       | 125       | 125       | 120       | 145       | 145       | 150       | 150       | 270    |
| 16    | Walter Legel (AUT)             | 66,95      | 120       | 125       | 125       | 120       | 150       | 155       | 155       | 150       | 270    |
| 17    | Mohammed Yaseen Mohammed (IRQ) | 67,40      | 120       | 125       | 125       | 120       | 145       | 155       | 155       | 145       | 270    |
| 18    | Alan Winterbourne (GBR)        | 67,35      | 117,5     | 117,5     | 117,5     | 117,5     | 150       | 160       | 160       | 150       | 267,5  |
| 19    | Andrés Santoyo (MEX)           | 59,60      | 115       | 115       | 120       | 115       | 145       | 155       | 155       | 145       | 260    |
| 20    | Sergio De Luca (SMR)           | 56,00      | 105       | 110       | 112,5     | 110       | 137,5     | 142,5     | 145       | 145       | 255    |

## Nya rekord
| Ryck   | 147,5 kg | Yanko Rusev (BUL)  | OR |
| Ryck   | 147,5 kg | Daniel Senet (FRA) | OR |
| Stöt   | 195 kg   | Yanko Rusev (BUL)  | WR |
| Totalt | 342,5 kg | Yanko Rusev (BUL)  | WR |